# Pietro Cataldi
Pietro Cataldi (Roma, 28 maggio 1961) è un critico letterario e italianista italiano, rettore dell'Università per stranieri di Siena nel sessennio 2015-2021.

## Biografia
Pietro Cataldi si è laureato nel 1984 a Siena in Lettere moderne con Romano Luperini e Franco Fortini. È nel comitato direttivo di «Allegoria».  Dal 1990 insegna all'Università per Stranieri di Siena, presso la quale è professore ordinario di Letteratura italiana contemporanea e della quale è stato Rettore (ottobre 2015 –ottobre 2021) e Direttore del Dipartimento.  Ha studiato Dante, Ausiàs March, Leopardi, Ungaretti, Montale, le poetiche del Novecento, la storia letteraria, i metodi critici, dedicando per l'editore Palumbo di Palermo varie opere al mondo della scuola.  Ha commentato con R. Luperini la Commedia dantesca (Le Monnier, Firenze 1992; ultima edizione 2024), con F. d'Amely E. Montale, Ossi di seppia, Mondadori, Milano 2003 (nuova ediz. 2024), e con C. Nadal Pasqual A. March, Un male strano. Poesie d'amore (Einaudi, Torino 2020).

## Opere principali
- La scrittura e l'interpretazione. Storia della letteratura italiana nel quadro della civiltà europea, Palumbo, Palermo 1999, 3 voll. in 4 tomi (con R. Luperini)
- Montale, ivi 1990
- La strana pietà. Schede sulla letteratura e la scuola, ivi 1999
- Parafrasi e commento. Nove letture di poesia da Francesco d'Assisi a Montale, ivi 2002
- Dante e la nascita dell'allegoria. Il primo canto dell'Inferno e le nuove strategie del significato, ivi 2008
- Le idee della letteratura. Storia delle poetiche italiane del Novecento, La Nuova Italia Scientifica, Roma 1994 (riedizione Carocci, Roma 2011)
- Cesare taccio. Saggi di critica letteraria, Roma, Carocci 2023
- Scuola serale. L'esperienza della letteratura, della musica, della scuola, Palumbo, Palermo 2024